# 로크 (신화)

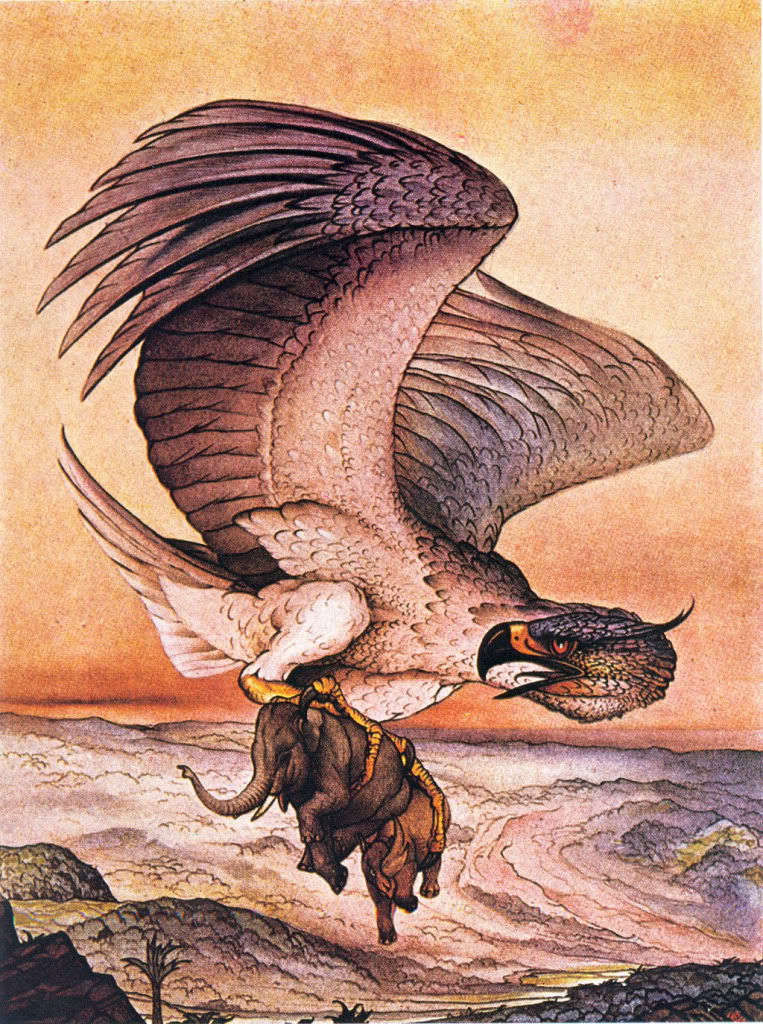
에드워드 줄리어스 데트몰드가 그린 로크

로크(영어: roc)는 중동 지역의 민간 신화에 등장하는 거대한 맹금류이다. 로크는 아랍의 지리지와 자연사 문헌에 등장하며 아랍의 동화와 선원들의 설화에도 자주 나타난다. 이븐 바투타는 자신의 여행기에서 중국의 바다 위 하늘에는 거대한 산이 떠 있는데 그것은 로크였다고 말한 바 있다. 《천일야화》에 실린 〈마그리브 사람 압둘라흐만의 루크 이야기〉와 〈신드바드의 이야기〉에도 로크가 등장한다.

## 어원
로크를 가리키는 영어 단어 roc는 앙투안 갈랑이 만든 프랑스어 단어 roc에서 온 것인데, 이는 아랍어 ruḵḵ(رُخّ 룩크[*])를 빌린 것이고, 이는 다시 페르시아어 ruḵ (رخ /rux/)에서 온 것이다.